# كاداكيس
بلدية كاداكيس (بالإسبانية: Cadaqués) هي بلدية تقع في مقاطعة جرندة التابعة لمنطقة كتالونيا شمال شرق إسبانيا.

## الديموغرافيا
بلغ عدد سكان بلدية كاداكيس 2.902 نسمة عام 2011 (وفقاً للمعهد الوطني الإسباني للإحصاء).
| 1.852 | 2.280 | 2.487 | 2.623 | 2.806 | 2.860 | 2.902 |